# Robert Vancea
Robert Dumitru Vancea (* 28. September 1976 in Craiova) ist ein ehemaliger rumänischer Fußballspieler.

## Karriere
Vancea begann seine Karriere 1994 beim Erstligisten FC Universitatea Craiova. 1995 wurde er mit dem Verein Vizemeister der Divizia Națională. 1995 wurde er an Electroputere Craiova ausgeliehen und 1996 an Constructorul Craiova. 1997 kehrte er zu Universitatea Craiova zurück. 1998 erreichte er das Finale des Cupa României. 1999 wechselte er zum japanischen Erstligisten JEF United Ichihara. 2000 kehrte er zu Universitatea Craiova zurück. 2000 erreichte er das Finale des Cupa României. 2000 wechselte er zum Zweitligisten Extensiv Craiova. 2003 wechselte er zum Erstligisten FC Politehnica Timișoara. 2004 wechselte er zum Zweitligisten Pandurii Târgu Jiu. 2005 feierte er mit dem Verein die Zweitligameisterschaft und den Aufstieg in die erste Liga. Für den Verein bestritt er 121 Ligaspiele und schoss dabei drei Tore. 2009 beendete er seine Karriere als Fußballspieler.